# Nothobartsia aspera
Nothobartsia aspera là một loài thực vật có hoa trong họ Huyền sâm. Loài này được (Brot.) Bolliger & Molau mô tả khoa học đầu tiên năm 1992.